# ممر غويز
ممر غويز (المعروف تاريخياً أيضاً باسم غوا) هو ممر طبيعي غمرته المياه بشكل دوري، يؤدي إلى جزيرة نويرموتيه في فرنسا. ويقع بين جزيرة نوراموتييه وبوفوير-سور مير، في مقاطعة فونديه (إقليم فرنسي). يتم غمرها مرتين في اليوم بسبب المد العالي. ويبلغ طول هذا المسار حوالي 4,125 متر.
تم العثور عليه لأول مرة في عام 1577، واستمد اسمه من الفرنسية القديمة، وهو نفس الأصل للكلمة الحديثة.
في كل عام، يتم عقد سباق القدم عبره، بدءا من بداية المد العالي.

## روابط خارجية
- Passage du Gois: A Tidal Causeway in France—Amusing Planet (September 8, 2014)
- One of the Most Dangerous Roads "Passage du Gois"—يوتيوب (7:52)